# Ứng, Sóc Châu
Ứng (chữ Hán giản thể: 应县, âm Hán Việt: Ứng huyện) là một huyện thuộc địa cấp thị Sóc Châu, Sóc Châu, tỉnh Sơn Tây, Cộng hòa Nhân dân Trung Hoa. Huyện Ứng có dân số 270.000 người, diện tích 1.708 km². Huyện Ứng được chia ra thành 3 trấn, 9 hương. 
- Trấn: Kim Thành, Nam Hà Chủng, Hạ Xã.
- Hương: Trấn Tử Lương, Nghĩa Tỉnh, Tàng Trại, Đại Hoàng Nguy, Hạnh Trại, Hạ Mã Dục, Nam Tuyền, Đại Lâm Hà, Bạch Mã Thạch.